# Joseph R. Williams

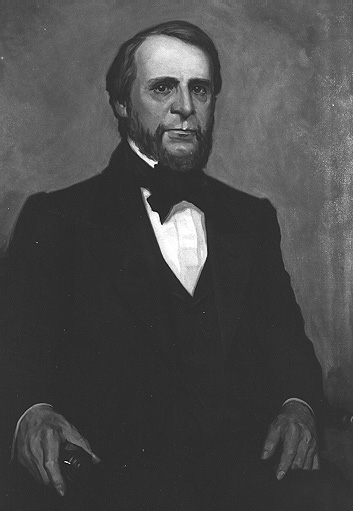
Joseph R. Williams

Joseph Rickelson Williams (* 14. November 1808 in Taunton, Massachusetts; † 15. Juni 1861 in Constantine, Michigan) war ein US-amerikanischer Politiker. Im Jahr 1861 war er kommissarischer Vizegouverneur des Bundesstaates Michigan.

## Werdegang
Joseph Williams besuchte die Sandwich Academy und studierte danach bis 1831 an der Harvard University. Nach einem anschließenden Jurastudium und seiner Zulassung als Rechtsanwalt begann er in New Bedford zu praktizieren. Aus gesundheitlichen Gründen gab er diesen Beruf bereits im Jahr 1835 auf. Zwischen 1835 und 1839 war er in Toledo (Ohio) für eine Investmentfirma aus Neuengland tätig. Dann zog er nach Constantine in Michigan. Dort war er vor allem mit dem Bau und dem Betrieb von Getreidemühlen befasst. Außerdem schlug er als Mitglied der Whig Party eine politische Laufbahn ein. Er kandidierte je zwei Mal erfolglos für das Repräsentantenhaus der Vereinigten Staaten und den US-Senat. Im Jahr 1850 nahm er als Delegierter an einem Verfassungskonvent des Staates Michigan teil. Zwischen 1853 und 1856 lebte er wieder in Toledo, wo er eine Zeitung herausgab. Nach der Auflösung der Whigs schloss er sich der neuen Republikanischen Partei an.
Im Jahr 1856 kehrte Williams nach Michigan zurück. Zwischen 1857 und 1859 war er Präsident des Agricultural College of the State of Michigan, der heutigen Michigan State University. 1860 wurde er in den Senat von Michigan gewählt, wo er das Amt des President Pro Tempore ausübte. Nach dem am 3. April 1861 erfolgten Rücktritt von Vizegouverneur James M. Birney, der eine Richterstelle antrat, übernahm Williams entsprechend der Staatsverfassung als President Pro Tempore des Staatssenats kommissarisch das Amt des Vizegouverneurs. Dieses bekleidete er bis zu seinem Tod am 15. Juni 1861. Dabei war er Stellvertreter von Gouverneur Austin Blair und offizieller Vorsitzender des Staatssenats.